# Sitalcas ruralis
Sitalcas ruralis är en spindelart som beskrevs av Bishop och Crosby 1938. Sitalcas ruralis ingår i släktet Sitalcas och familjen täckvävarspindlar. Inga underarter finns listade i Catalogue of Life.